# Nyírvasvári
Nyírvasvári là một thị trấn thuộc hạt Szabolcs-Szatmár-Bereg, Hungary. Thị trấn này có diện tích 28,43 km², dân số năm 2010 là 1932 người, mật độ 68 người/km².